# 바이셴융
바이셴융(중국어: 白先勇, 병음: Bái Xiānyǒng, 한자음: 바이셴융, 영어: Kenneth Hsien-yung Pai 케니스 셴융 파이[*], 1937년 7월 11일~)는 중화민국의 소설가, 극작가이다. 동성애를 소재로 다룬 작품으로 잘 알려져 있으며 대륙 통치 시대 중화민국의 군인인 바이충시의 아들이다.
홍콩 등지에서 생활하다가 1952년 가족을 따라 대만으로 이주했으며 1960년 국립 타이완 대학 영문과를 졸업했다. 대학교 3학년 때 첫 소설이자 단편 소설인 《진씨 할머니》를 발표했다. 대학 졸업 후에는 동기들과 문학지 《현대문학》을 창간하는 등 문학 활동을 했으며 《월몽》 등 동성애를 다룬 소설을 출판했다. 1962년 어머니의 사망 후 미국으로 유학을 떠났으며 아이오와 대학교에서 석사 학위를 받고 캘리포니아 대학교 샌타바버라에서 중문학 교수로 교편을 잡았다. 교수 생활을 하는 동안 작품 활동을 지속하다가 1983년 장편 소설 《서자》를 출간했다.

## 작품
- 《진씨 할머니》(1956년)
- 《유원경몽》(1966년)
- 《외로운 17세》(1961년)
- 《타이베이 사람들》(1971년)
- 《뉴요커》(1974년)
- 《서자》(1983년)